# Askoliasmos
Askoliasmos (altgriechisch Ἀσκωλιασμός Askōliasmós) war in der Antike  ein beliebtes Geschicklichkeitsspiel, das am zweiten Tag der ländlichen Dionysien, eines athenischen Wein- und Kelterfestes zu Ehren des Gottes Dionysos, gespielt wurde. An diesem Ἀσκῶλια Askṓlia genannten Tag wurde versucht, auf einem eingefetteten und mit Luft oder Wein gefüllten Schlauch aus dem Fell eines Tieres (Ziege, Schwein oder Ochse), das Gleichgewicht zu halten. Der möglicherweise verwandte Begriff ἀσκωλιάζειν askōliázein heißt „auf einem Bein hüpfen“ und bezeichnet ein Kinderspiel. Daher versuchten die mutigsten Teilnehmer den „Schlauchtanz“ eventuell auf einem Bein. Manchen Quellen zufolge war derjenige der Gewinner des Wettkampfs, der am längsten das Gleichgewicht halten konnte. Als Preis wurde der mit Wein gefüllte Schlauch überreicht.
Der „Schlauchtanz“ wird von Eratosthenes und Didymos sowie bei Pollux und dem Komödiendichter Eubulos erwähnt. Auch Vergil nennt ihn, was darauf schließen lässt, dass der Brauch bei römischen Weinfesten Eingang gefunden hatte.